# Cladobotryum amazonense
Cladobotryum amazonense är en svampart som beskrevs av C.N. Bastos, H.C. Evans & Samson 1981. Cladobotryum amazonense ingår i släktet Cladobotryum och familjen Hypocreaceae.   Inga underarter finns listade i Catalogue of Life.